# Prophétie de Franklin

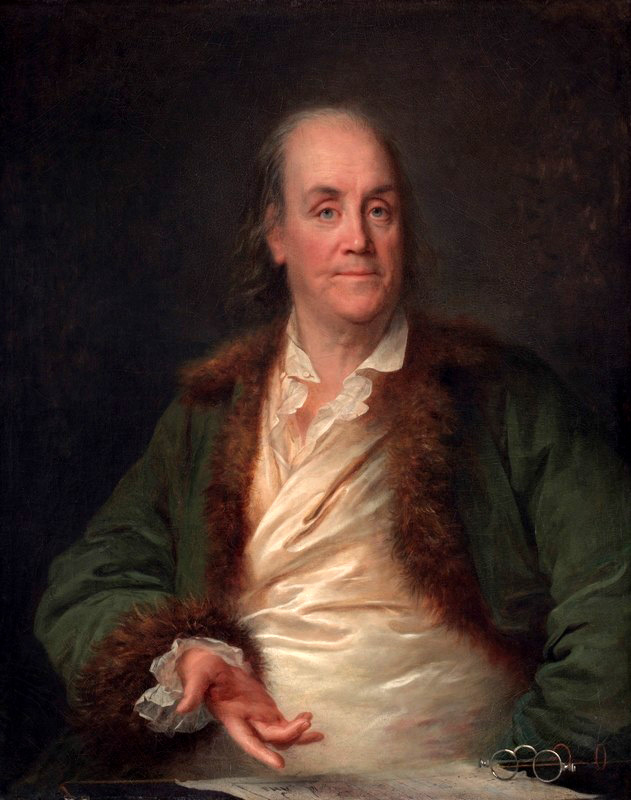
Portrait peint de Benjamin Franklin par Anne-Rosalie Bocquet Filleul, ca.1778-1779, Philadelphia Museum of Art.

La « Prophétie de Franklin », appelé aussi le « Faux de Franklin », est un discours antisémite faussement attribué à Benjamin Franklin, qui l'aurait prononcé en 1787 lors de la Convention constitutionnelle à Philadelphie, mettant en garde contre le danger supposé d'admettre des Juifs dans les États-Unis naissants. Ce discours, qui aurait soi-disant été transcrit par Charles Cotesworth Pinckney, délégué de Caroline du Sud à la Convention constitutionnelle de Philadelphie et conservé dans son journal, est resté inconnu jusqu'à sa publication le 3 février 1934 dans le magazine hebdomadaire pronazi Liberation de William Dudley Pelley.
Dans une lettre à John Quincy Adams, datée du 30 décembre 1818, Pinckney indique qu'il a conservé dans son journal toutes les délibérations de la convention. Pelley prétend que Pinckney a publié une partie de son journal pour une distribution privée sous le titre de Chit-Chat Around the Table During Intermissions (Bavardage autour d'une table pendant les intermissions). C'est aussi sous ce titre que ce texte est propagé de nos jours sur des sites néonazis ou islamiques.

## Texte de la «Prophétie»
« Il existe un grand danger pour les États-Unis d'Amérique. Ce grand danger est le Juif. Messieurs, dans chaque pays où les Juifs se sont installés, ils ont déprimé le niveau moral et diminué le degré d'honnêteté commerciale. Ils sont restés à part et non assimilés, opprimés, ils cherchent à étrangler financièrement la nation, comme dans le cas de l'Espagne et du Portugal. 

Depuis plus de dix-sept cents ans, ils se sont lamentés sur leur triste sort, à savoir qu'ils ont été chassés de leur patrie; mais Messieurs, si le monde civilisé leur rendait la Palestine et leur bien, ils trouveraient immédiatement des raisons pressantes pour n'y pas retourner. Pourquoi ? Parce que ce sont des vampires et les vampires ne peuvent pas vivre sur le dos d'autres vampires, ils ne peuvent pas vivre entre eux. Ils doivent vivre parmi les chrétiens et d'autres qui n'appartiennent  pas à leur race. 

S'ils ne sont pas expulsés des États-Unis par la Constitution, en moins de cent ans, ils vont s'installer dans ce pays en si grand nombre qu'ils vont nous diriger et nous détruire et changer notre forme de gouvernement, pour laquelle, nous, Américains, avons donné notre sang et sacrifié notre vie, nos biens et notre liberté personnelle. Si les Juifs ne sont pas exclus, dans deux cents ans, nos enfants travailleront dans les champs pour nourrir les Juifs, tandis qu'ils resteront dans leurs maisons à compter, se frottant joyeusement les mains. 

Je vous avertis, Messieurs, si vous n'excluez pas les Juifs pour toujours, vos enfants et les enfants de vos enfants vous maudiront sur votre tombe. Leurs idées ne sont pas celles d'Américains, même s'ils vivent parmi nous pendant dix générations. Le léopard ne peut pas changer ses taches. Les Juifs sont un danger pour cette terre, et s'ils sont autorisés à entrer, ils vont mettre en péril nos institutions. Ils doivent être exclus par la Constitution.  »
.

## Son inauthenticité
Les historiens ont à la quasi–unanimité conclu que la « Prophétie » est un faux.
Charles Austin Beard, l'un des principaux historiens américains du début du XXe siècle, a enquêté sur la « Prophétie de Franklin », et n'a pas trouvé une copie du journal de Pinckney, ni même une référence à lui dans la Bibliothèque du Congrès, les Archives nationales, l'Institut Franklin et d'autres bibliothèques, ni que Franklin ait fait un tel discours. En 1935, Beard écrit : 
« 
Je n'ai pas pu trouver une seule source originale qui donne la moindre justification pour croire que la prophétie n'est rien moins qu'un faux éhonté. Pas un seul mot dans les lettres de Franklin et dans ses papiers n'exprime ce type de sentiments contre les Juifs qu'on lui a attribué… Son libéralisme bien connu en matière d'opinion religieuse, lui aurait en fait interdit cette sorte d'expressions qu'on lui a fait dire dans ce faux indiscutable. Dans ses écrits sur l'immigration, Franklin ne fait aucune discrimination à l'égard des Juifs.  »
En ce qui concerne le paragraphe mentionnant la Palestine comme patrie (Homeland) des Juifs, Beard fait remarquer que cette phraséologie ne peut appartenir au XVIIIe siècle ni être de la bouche de Franklin. L'idée de Palestine comme patrie des Juifs n'a été émise que dans le milieu du XIXe siècle, bien après la Convention de Philadelphie de 1787. D'autres expressions appartiennent à l'idéologie nazie américaine actuelle.
Beard fait aussi remarquer que Franklin a fait un don de cinq livres à l'Hebrew Society of Philadelphia pour la construction de leur première synagogue permanente Mikveh Israel et qu'il a aussi signé un appel pour des dons de chaque citoyen quelle que soit sa dénomination religieuse.
J. Henry Smythe, Jr., auteur de The Amazing Benjamin Franklin (Le Prestigieux Benjamin Franklin), affirme que la « Prophétie » est un faux, mentionnant : « Ce pamphlet sur la race juive est infamant non seulement pour les Juifs, mais aussi pour le nom et la renommée de Benjamin Franklin. J'ai enquêté sur cette calomnie et n'ai trouvé aucune base historique ». Julian P. Boyd, le bibliothécaire de l'Historical Society of Pennsylvania, arrive à la même conclusion.
Carl Van Doren, un autre biographe de Franklin est tout aussi affirmatif :   
« Le discours contre les Juifs que Benjamin Franklin est supposé avoir tenu lors de la Convention constitutionnelle de 1787 est un faux, produit au cours des cinq dernières années (1933-1938). Le faussaire, quel qu'il soit, affirme que le discours a été transcrit par Charles Pinckney de Caroline du Sud et conservé dans son journal…Mais ce journal, si jamais il a existé, n'a jamais été trouvé…le faussaire a affirmé en plus, que l'original du manuscrit du discours de Franklin…se trouve à l'Institut Franklin, Philadelphie. L'Institut Franklin ne possède pas ce manuscrit.  »

## Utilisation de la «Prophétie» par les fascistes américains
William Dudley Pelley, qui a publié la « Prophétie » dans le journal Liberation, est suspecté d'en être l'auteur. Nazi américain, Pelley a d'abord été reporter. En 1925, Pelley affirme avoir eu une expérience extra-corporelle, qui l'a conduit à changer radicalement sa vie et à prendre la tête d'un mouvement national pour changer la société, centré sur le christianisme millénaire. Il interprète la montée au pouvoir d'Hitler en Allemagne comme un signe que la seconde venue du Christ est proche. Il fonde la Silver Legion qui porte un uniforme argent de type nazi et compta jusqu'à 15 000 membres. Il envisage de se battre contre les forces du diable dans les derniers jours avant la seconde venue du Christ. En 1942, Pelley est condamné à 15 ans de prison par la justice américaine pour plusieurs crimes.
La « Prophétie de Franklin » est publiée à un moment propice, en plein milieu de la Grande Dépression, où les gens sont prompts à rechercher un bouc émissaire. Le texte de la « Prophétie » circule très rapidement à travers tous les États-Unis principalement par une chaîne de lettres. Des copies sont distribuées dans les gares et autres lieux publics. Elle est reprise par la presse et les radios de propagande de l'Allemagne nazie et de l'Italie fasciste. Le texte de la « Prophétie » est inclus dans la réédition de 1935 du Handbuch der Judenfrage (Manuel de la question juive), un ouvrage antisémite écrit en 1896 par Theodor Fritsch, et qui devint la Bible de l'antisémitisme des nazis.
La reprise de l'économie et l'entrée en guerre des États-Unis, mettront un frein à sa propagation.
La « Prophétie » refait surface dans les années 1950, avec le maccarthisme et une nouvelle vague d'antisémitisme à la suite de la condamnation des époux Rosenberg, associant les Juifs aux communistes : plusieurs dirigeants de groupes antisémites reprendront le texte et le feront de nouveau circuler. Parmi ces personnes, on peut citer : Harry William Pyle, un reporter politique; Leonard Feeney, un prêtre catholique excommunié par le pape Pie XII, et son mouvement le St Benedict's Center, Gerald L. K. Smith, fondateur de America First Party, qui dans sa revue The Cross and The Flag de décembre 1952 soutient son authenticité, de même que Lyrl van Hyning du Mouvement des Mères, mouvement pronazi américain, dans sa revue Women's Voice du 31 juillet 1952. Jamais cependant, le discours ne trouvera le même écho qu'avant la Seconde Guerre mondiale.

## Réutilisation de la «Prophétie» par les islamistes
Depuis les années 1990, on voit réapparaître ce faux, surtout relayé par Internet et les médias arabes. Malgré ses anachronismes linguistiques, prouvant qu'elle ne peut pas être authentique, la « Prophétie » continue à se propager.
Le 18 février 1998, un membre du Comité central du Fatah remet en vigueur le mythe en se référant de façon erronée à Franklin comme ancien président des États-Unis.
Oussama ben Laden se réfère à la « Prophétie de Franklin » dans sa Lettre au peuple américain de 2002, dans laquelle il se plaint de la puissance juive aux États-Unis, mentionnant que c'est précisément ce contre quoi Benjamin Franklin vous avait mis en garde.
Selon une étude du Congrès américain Anti-Semitism in Europe: Hearing Before the Subcommittee on European Affairs of the Committee on Foreign Relations (Antisémitisme en Europe : audition devant le sous-comité des Affaires européennes du Comité des relations étrangères) de 2004, censée mettre un terme à cette polémique : 
« La Prophétie  de Franklin est une calomnie antisémite classique qui prétend faussement que l'homme d'État américain Benjamin Franklin a émis des propos anti-Juifs lors de la Convention constitutionnelle de 1787. Elle a été largement utilisée dans les médias arabes et musulmans pour critiquer Israël et les Juifs… »

## Variante
Il existe aussi de fausses citations antisémites attribuées à George Washington qui ont été démasquées. En fait, Washington a écrit en 1790 une lettre à la communauté juive de Rhode Island, dans laquelle il affirme imaginer un pays où « le gouvernement des États-Unis n'approuve pas la bigoterie et ne peut tolérer les persécutions. Que les enfants de la Lignée d'Abraham, qui résident sur cette terre, continuent à mériter et à goûter la bienveillance des autres habitants ; Que chacun puisse vivre en sécurité sous sa propre vigne et son propre figuier, sans être autrement effrayé. Que le Père de toutes les Grâces dispense la lumière et non l'obscurité sur notre chemin, et qu'il nous rende tous utiles dans nos diverses vocations, et dans le temps qu'il aura voulu et de sa façon, éternellement heureux. ».